# Orrville (Alabama)
Orrville è un comune degli Stati Uniti d'America situato nella contea di Dallas dello Stato dell'Alabama.